# Andrej Matvejevič Andrejev
Andrej Matvejevič Andrejev (rusko Андрей Матвеевич Андреев), sovjetski general, * 12. november 1904, Sankt Peterburg, Ruski imperij, † 17. november 1983, Moskva, Sovjetska zveza.

## Življenjepis
V vojaški karieri je bil poveljnik več enot: 5. NKVD obmejnega odreda (1939-41), zaledja 23. armade (1941), 43. strelske divizije (1941), 86. strelske divizije (1941-42), 102. strelske divizije (1942-43), 29. strelskega korpusa (1943-44), 4. gardnega strelskega korpusa (1944). Kratki čas v letu 1944 je bil namestnik poveljnika 47. armade, nato pa je bil poveljnik: 75. strelskega korpusa (1944-46), 4. gardnega strelskega korpusa (1946), 7. gardnega strelskega korpusa (1946-47) in 19. strelskega korpusa (1947-48).
Po končanju šolanja na Vojaški akademiji Vorošilov (1948-49) je sprva postal namestnik poveljnika 3. udarne armade (1949-51), nato pa poveljnik iste armade (1951-54). Pozneje je poveljeval še 28. armadi (1954-57) in Voroneškemu vojaškemu okrožju (1957-60). 
Junija 1960 je postal višji predstavnik Varšavskega pakta pri Albanski ljudski armadi in januarja 1962 pri Češkoslovaški ljudski armadi. Avgusta 1963 se je vrnil nazaj v Sovjetsko zvezo in postal načelnik Vojaškega inštituta za tuje jezike. 
Avgusta 1973 je bil razrešen poveljstva in bil dodeljen na razpolago obrambnemu ministrstvu; upokojil se je novembra istega leta.